# Aílton Gonçalves da Silva
Aílton Gonçalves da Silva, mais conhecido como Aílton Boca de Cinzeiro, ou, ainda como Aílton Queixada (Mogeiro, 19 de julho de 1973), é um ex-futebolista brasileiro que atuava como atacante. Despediu-se do futebol aos 41 anos, em 6 de setembro de 2014, jogando pelo Werder Bremen, um amistoso entre o time 2003/2004 (temporada em que se consagrou pelo clube alemão) e outras estrelas do futebol. Ídolo do Werder, arrastou mais de 40.000 torcedores ao Weserstadion em sua despedida. Seu último clube foi o Rio Branco-SP.
Teve grande destaque em sua carreira na temporada de 2003/2004, quando foi o artilheiro da Bundesliga pelo Werder Bremen, com 28 gols marcados. Na temporada seguinte foi vendido ao Schalke 04, mas não vingou e, depois disso, não conseguiu firmar-se em nenhum outro clube, tendo passado desde então por sete equipes no período de três anos.
Passou ainda pelo Oberneuland, clube da quarta divisão da Alemanha, até chegar ao Rio Branco-SP. Na temporada de 2012-13 ele se transferiu para o BFV Hassia Bingen da sexta divisão da Alemanha, onde marcou dois gols na estreia e depois de ser substituído aos 68 minutos. Neste jogo Aílton ajudou o clube a atrair um recorde de público na liga, com 1.300 espectadores presentes.

## Títulos
Werder Bremen
- Bundesliga: 2003-04
- DFB-Pokal: 1998-99,2003-04

Schalke 04
- UEFA Intertoto Cup: 2004

Estrela Vermelha
- Campeonato Sérvio: 2006-07

### Prêmios individuais
- Jogador do Ano na Bundesliga: 2004

### Artilharias
- Campeonato Gaúcho: 1995 (16 gols)
- Bundesliga: 2003-04 (28 gols)